# Filipinas nos Jogos Olímpicos de Verão de 1996
Filipinas participou dos Jogos Olímpicos de Verão de 1996 em Atlanta, Estados Unidos.